# 速霸陸Lucra
速霸陸Lucra（日语：スバル・ルクラ）為2010年至2015年間由日本大發工業製造、富士重工業販售的輕型高頂旅行車，其原型車為大發Tanto Exe。

## 概要
自2005年10月富士重工業納入豐田汽車體系以來，為了整合集團資源，2008年4月10日三方公開發表合作開發的意向。第一部三方合作成果的車款便是以大發Coo為基礎而開發的速霸陸Dex（兄弟車是豐田bB、賽揚xB），另一部則是以大發Boon為原型的第四代Justy。雖然原型車來自豐田或大發，但富士重工業仍針對水箱護罩、葉子板、進氣壩、車頭燈等部位稍作修飾，以便和原型車作出區隔。2010年4月20日適逢第二代Pleo大改款，富士重工業也順便推出這輛Lucra輕型車。
車名「Lucra」乃是取自英語中的Large（廣大）、Utility（效用）、Comfort（舒適）、Relax（休閒）、Active（活潑）等五個字首組合而成。

## 歷史
2010年 - 4月20日在日本正式發表，以大發Tanto Exe換上速霸陸的廠徽銘牌而成，恰好填補R1和R2停產後的輕型車產品線。動力心臟分別為658c.c.直列三缸DOHC KF-VE型引擎及658c.c.直列三缸DOHC KF-DET型渦輪增壓引擎，分別輸出52ps / 6,800rpm和64ps / 6,400rpm的最大馬力、6.1kg･m / 5,200rpm和9.4kg･m / 4,000rpm的最大扭力；變速系統則有CVT與四速自動排檔可供選擇。這部車的後座能前後滑移255mm，且左右獨立椅背也能前傾，可創造不同的空間運用，也提供寬敞的乘坐空間。內裝方面有白黑雙色及黑色兩種可供選購，「Custom」更配置了藍光車室燈、中央扶手、MOMO跑車化方向盤等配備。
2012年 - 1月10日隨著大發Tanto Exe小改款，尾燈和第三煞車燈皆改為LED，並導入怠速熄火系統以提升燃油經濟性。5月21日又針對「Custom RS」車型小改款，加裝大發工業最新研發之「eco IDLE怠速熄火系統」，在日本JC08模式下平均油耗表現達到22.2km/L。
2014年 - 9月代工的大發工業正式停產大發Tanto Exe。
2015年 - 5月庫存出清完畢。

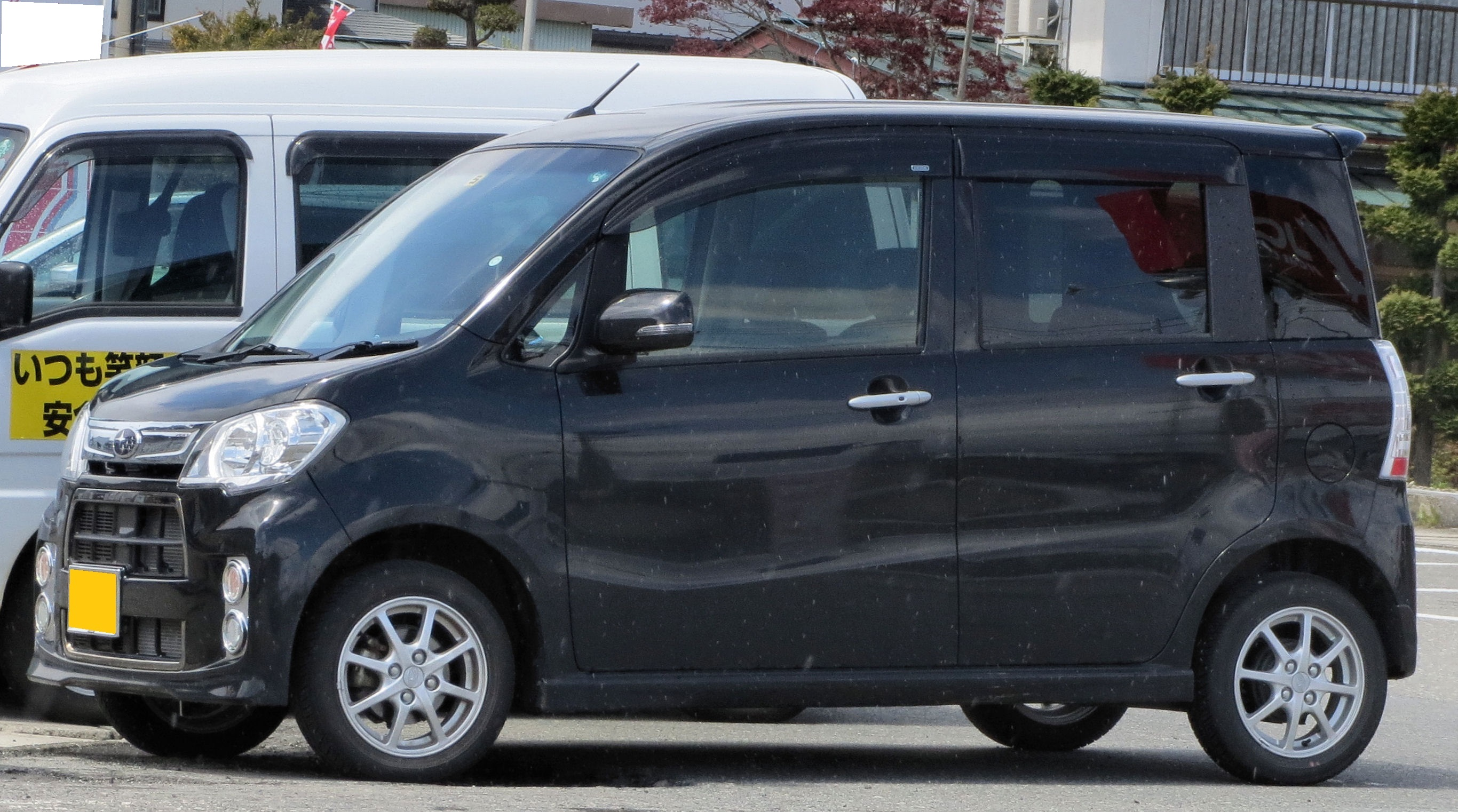
車側
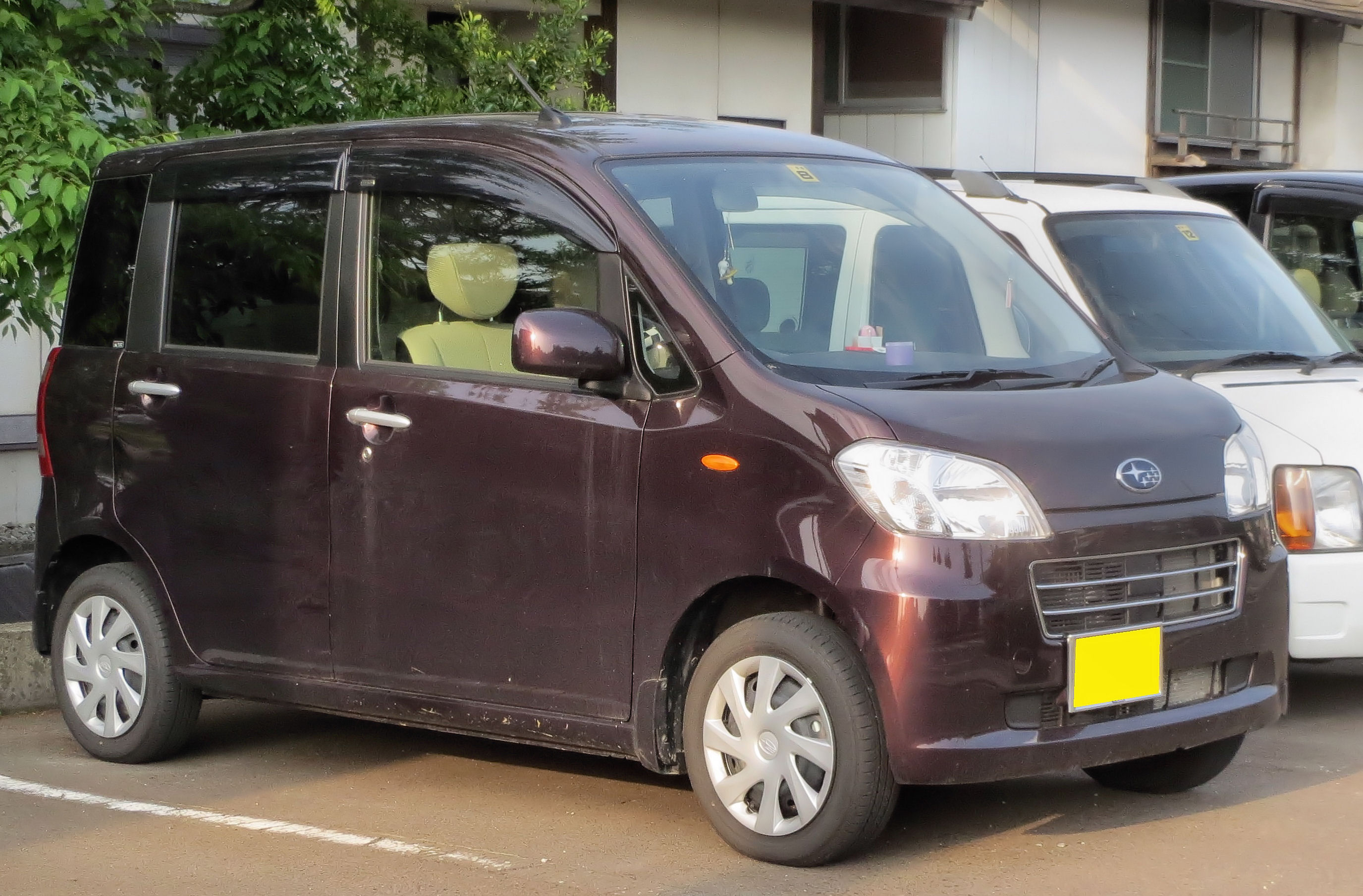
L Special車型
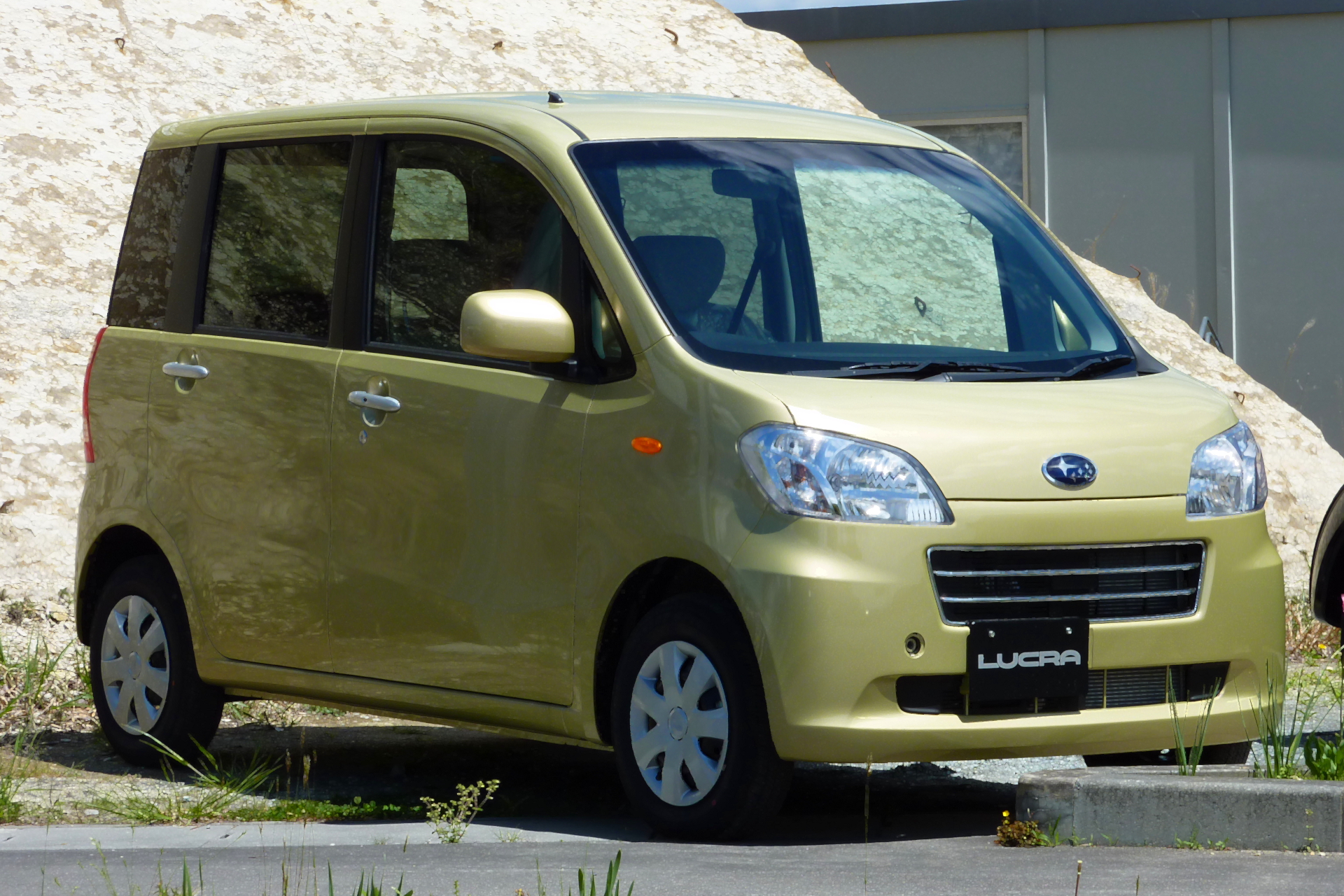

## 外部連結
- （日語）日本官方網站